# Charles Bombonnel
Charles Bombonnel, né à Spoy (France) le 16 août 1816 et mort à Dijon le 3 juin 1890, est un chasseur français de félins sur le territoire actuel de l'Algérie. Il hérite des bases de la chasse de son père. À la suite de la perte de ses parents en 1831, il entame un voyage aux États-Unis d'Amérique en 1835 dans l'espoir de faire fortune.
À son retour en France en 1844, il se marie et, durant cette même année, découvre la faune algérienne. Captivé par celle-ci, il prend la décision de s'installer en Algérie pour chasser la panthère et le lion. En 1870, il organise une légion de francs-tireurs qui s'intègre à l'armée française dans son combat contre les Prussiens. Sa bravoure lui vaut d'être décoré de la Légion d'honneur en 1871. De retour en Algérie en 1878, il poursuit ses activités de chasse, et en 1890, il meurt de maladie à son domicile.
Charles Bombonnel publie en 1860 une autobiographie retraçant sa vie de chasseur en Algérie.

## Famille

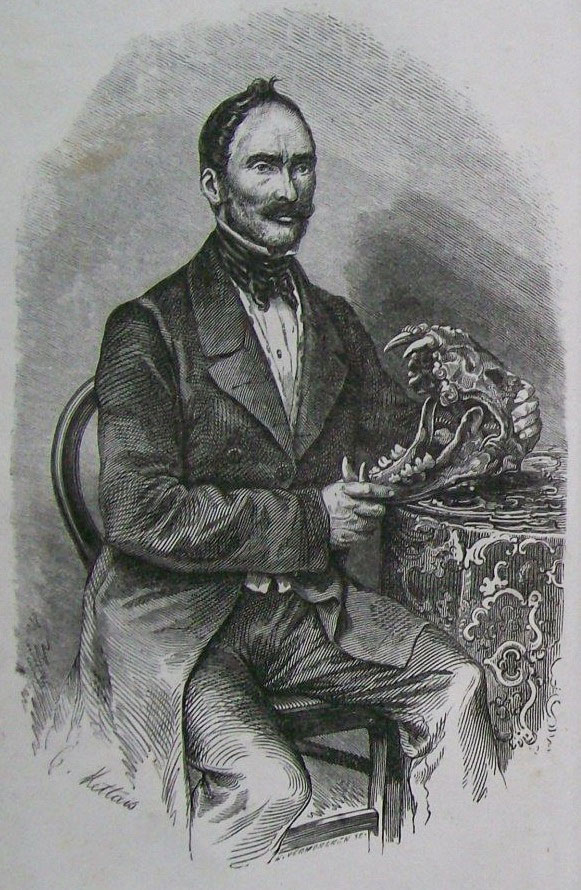
Bombonnel, tenant un crâne de panthère.

Charles Bombonnel naît à Spoy en France le 10 août 1816 de Louis Barthélémy Bombonnel et de Marie-Rose née Grésely, dans une famille peu aisée,. Son père est verrier et chasseur, il l'inspire et lui apprend les bases de la chasse,,,. Charles a 6 frères et 6 sœurs.
L'origine de son ascendance paternelle est sûrement italienne, d'une grande lignée de verriers d'après Yves Cléon. Le premier des Bombonnel à s'installer dans l'Est de la France est son arrière-arrière-grand-père Gabriel, lui-même venant du petit village de Villes-sur-Auzon en Provence. Gabriel se marie à Jeanne Lamour à Portieux quand il travaillait à la cristallerie de Portieux. Tous les descendants de Gabriel sont ouvriers verriers. Le fils de Gabriel, François, travaille aussi à la cristallerie de Portieux. Le fils de François, Dominique, s'installe à Baccarat, où il travaille à la cristallerie de la ville, puis son fils Barthélémy suit un temps son exemple dans cette verrerie. En 1810, Barthélémy épouse la veuve Marie-Rose Grésely, et abandonne la verrerie Baccarat, au profit de la verrerie de Spoy, où la sœur aîné de son épouse est la copropriétaire.
Du côté de sa mère, il y a des noms de famille dijonnais ou bourguignons. Et comme dans la famille des Bombonnel, les membres de la famille de Marie-Rose Grésely sont aussi des verriers sur plusieurs générations.
Ascendance paternelle directe :
- Pierre Bombonnel
  - Gabriel Bombonnel dit le Valeur (1664 - 1729) et Jeanne Lamour (1675 - 1745)
    - François Bombonnel (1711 - 1768) et Elisabeth Henri (1705 - 1787)
      - Dominique Bombonnel (1744 - 1800) et Anne Marie Roher (1755 - 1807)
        - Louis Barthélemy Bombonnel (1785 - 1832) et Marie Rose Grésely (1789 - 1831)
          - Charles Laurent Bombonnel

## Biographie

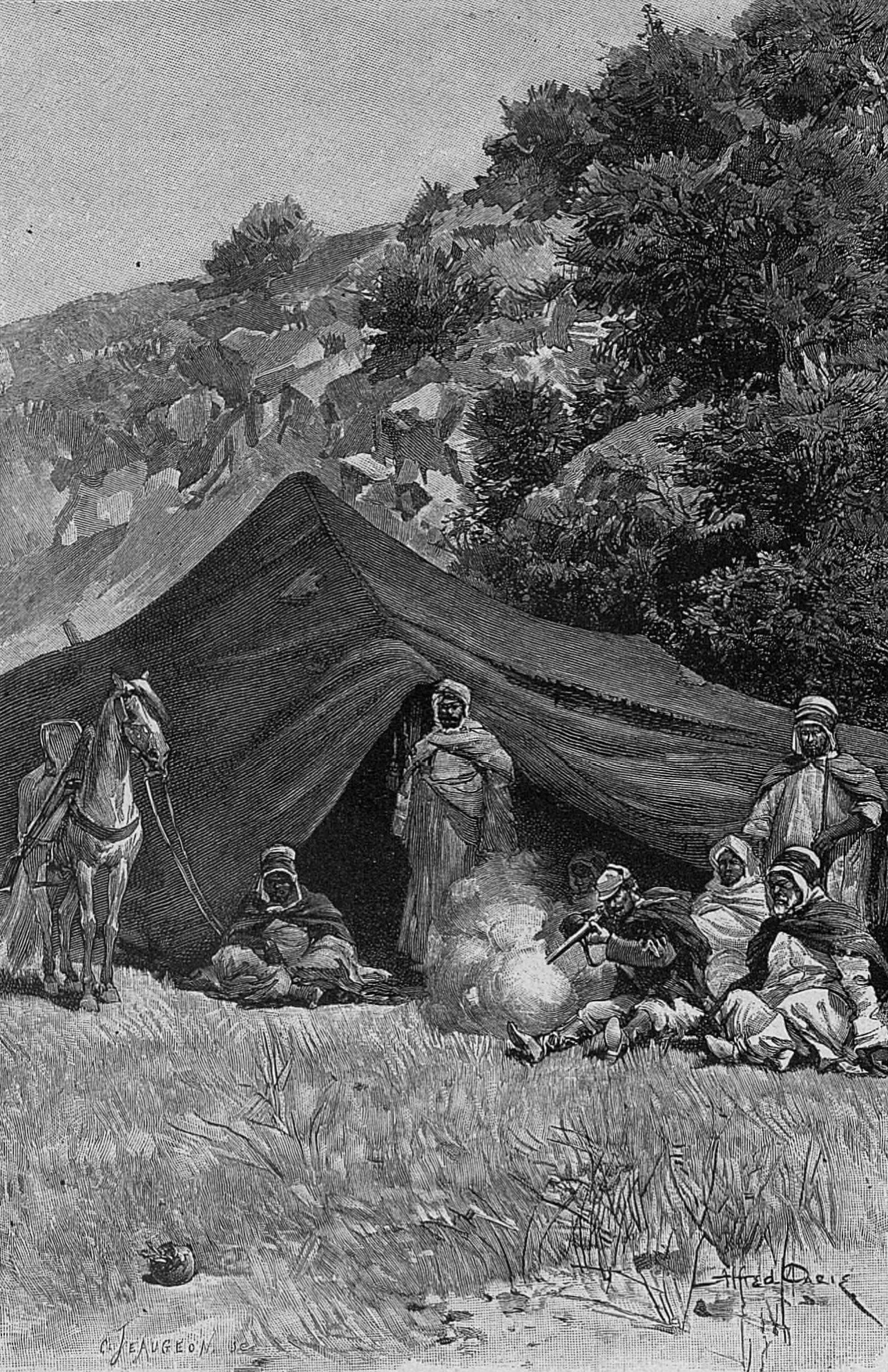
Bombonnel en train de montrer son professionnalisme en tirant sur une orange.

### Enfance et adolescence
Toute la famille est installée, à ses débuts, dans l'enceinte même de la verrerie, où naît le futur tueur de panthères. En 1831, la mère de Charles puis, en 1832, son père meurt à cause de la deuxième pandémie de choléra,. Les seules études qu'il suit sont à l'école de son village jusqu'à l'âge de dix ans,. Charles vit chez sa tante maternelle Marie-Anne Grésley qui habite à Dijon, pendant cinq ans selon Bombonnel (ou trois ans selon Cléon), il apprend le commerce de la librairie,, en étant chapeauté par le gendre de Marie-Anne, Victor Lagier.
Le 25 septembre 1835, il embarque du Havre vers la Nouvelle-Orléans sur un voilier nommé l'Ernest, pour tenter de faire fortune aux États-Unis d'Amérique,,. D'après Cléon, Bombonnel monte à bord de l'Ernest non officiellement car sans autorisation il ne peut pas le faire, il a 19 ans (mineur) et à l'époque il n'a pas les moyens, et vraisemblablement il est accepté par le commandant avec une condition de travail contre son voyage,. L'Ernest accoste à la Nouvelle-Orléans le 16 novembre 1835.

### En Amérique
En Amérique, Charles Laurent fait du démarchage et du colportage pour vendre des marchandises et subvenir à ses besoins dans ce nouveau pays. Il se rend ensuite aux îles près de la Pass Christian pour faire du commerce d'animaux à fourrure,,. Pendant son séjour auprès des Amérindiens, il reprend la chasse,.
Quelques années plus tard, le 30 avril 1840 Charles Laurent achète une parcelle de terrain d'environ un hectare dans la paroisse de Jefferson, ainsi le 6 mai 1842 il acquiert un immeuble de 500 m2 situé à Carrollton non loin du vieux carré français. Il construit un immeuble commercial dans le quartier commercial, à l'angle de la rue Poydras et la rue du Camp,. Il fait fortune grâce à la location de ces biens, ainsi qu'au magasin de détail qu'il tient dans l'immeuble Red Store Exchange, renommé aujourd'hui en Cafe Gumbolaya.

### Retour en France
Après huit ans passés en Amérique, il revient en France en 1844 et épouse Marie Julie Clémence Stéphanie Guélaud,,,, qu'il ne connaît pas encore, sur les conseils de son cousin Victor Lagier. La cérémonie de mariage a lieu dans la ville de Gemeaux, car le 7 avril 1844, la mairie de Gemeaux publie le premier avis de mariage, annonçant que Charles Laurent et Clémence Stéphanie décident de se marier le 23 avril 1844 dans cette même mairie.
La famille de sa femme est composée de chasseurs ce qui le pousse à commencer une carrière de chasseur de loup et de sanglier, dans la Côte-d'Or. En 1844, il se rend à Alger pour sa lune de miel et pour affaires, et y il découvre de nouveaux gibiers à chasser, tels que les panthères,,,.

### En Algérie

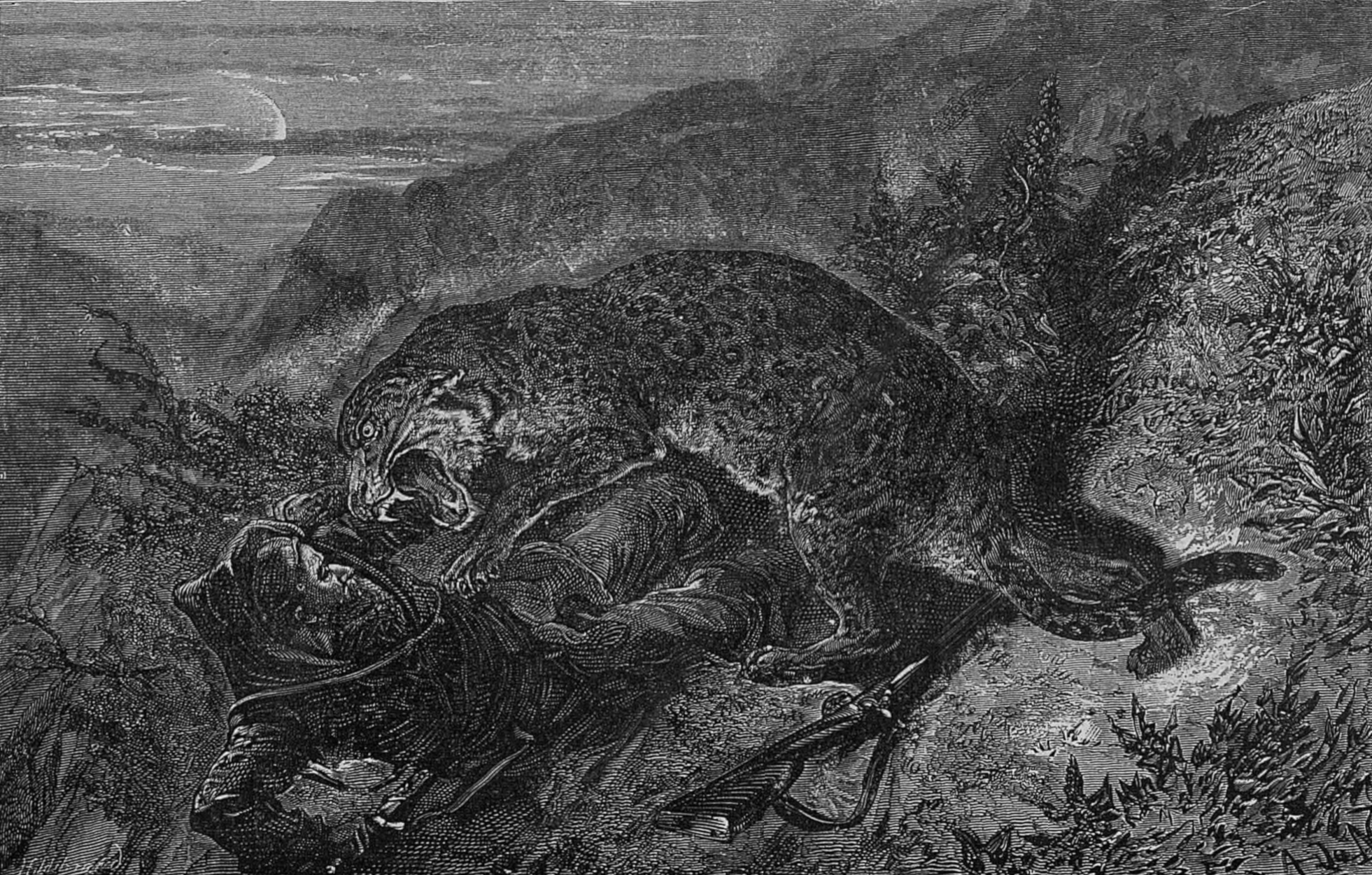
Charles Bombonnel frôle la mort.

En 1850, il fait un deuxième voyage en Algérie, sous le colonialisme français. Il se rend à la forêt des Karesas dans la région de Hadjout, s'installant chez le caïd Ben Aouadh, où il chasse pour la première fois la panthère à la chèvre sans succès. Il fait des allers-retours en Algérie pour participer à la chasse, et le 26 février 1853 il tue sa première panthère dans la région de Kouba après 21 nuits de chasse.

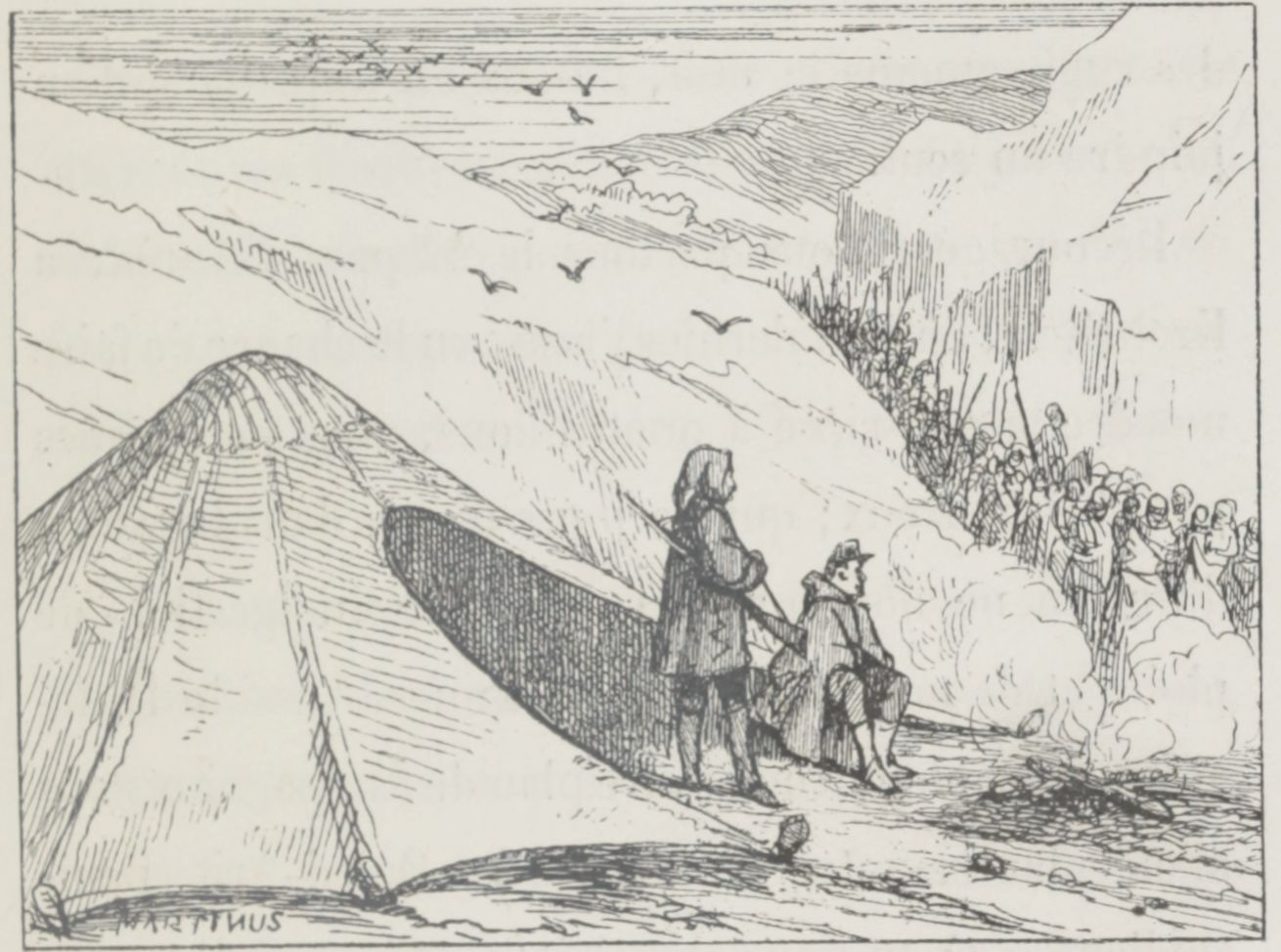
Chassaing et Bombonnel dans les Aurès.

En avril 1853, Charel entend parler d'un lion qui a été aperçu sur le territoire d'El Attaf. Muni d'une lettre de recommandation donnée par le chef du bureau arabe de Miliana, il se rend chez l'agha des Attafs puis part pour Beni Rached accompagné du fils de l'agha, pour trouver le lion qui s'est déplacé vers cette région,. À Beni Rached, il croise Si Mohammed El Beldi, le caïd des Beni Rached, son fils et son gendre,. Sur leur chemin, ils sont attaqués par une douzaine d'hommes armés, pour tuer le caïd,, ils s'en sortent sains et saufs et ils ont pu prendre avec eux cinq prisonniers,. Après ces événements, le caïd organise une grande chasse de deux cents hommes en l'honneur de Charels qui l'a sauvé lors de l'attaque, pour traquer ce lion, mais ils ne réussissent pas à le trouver,.
Lors d'une de ces chasses dans le Corso, il a presque été tué par une attaque d'une panthère, il s'en sort avec de graves blessures à la tête et aux mains,, il a été évacué dans le village puis à Alger le 19 avril 1855 pour être soigné, il n'a pu se remettre à la chasse qu'après quatre mois,. Entre le 4 janvier 1861 et 1863 Charles fait deux campagnes de chasse au lion dans les Aurès, dans la montagne de Touggourt et dans la forêt de la montagne de Bouarif à Batna ou encore dans la région de Khenchela, avec Jacques Chassaing et Émile de Kératry.

### Guerre franco-prussienne

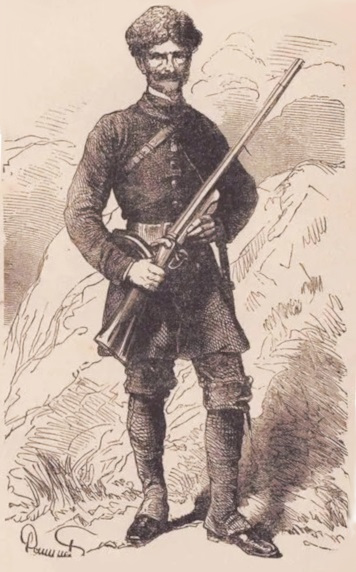
Bombonnel avec son fusil.

En 1870 pour aider l'armée française contre les Prussiens, Charles lance un appel pour unir tous les tireurs de sa région. Il organise une légion de francs-tireurs.
Parmi les événements qui ont marqué cette période de sa vie, la nuit du 4 au 5 septembre de la même année, un petit groupe de sa légion avec lui campe à Clairefontaine pour garder trois routes souvent fréquentées par les Prussiens. Le maire de Joinville a transmis l'information que quatorze Prussiens venaient d'arriver dans la ville et qu'ils s'étaient arrêtés à l'hospice, qui d'après Bombonnel était leur caserne. Le groupe de Bombonnel a surpris les quatorze hommes et les a fait prisonniers. Quatre jours avant, ils avaient déjà fait dix prisonniers prussiens,.
La légion qu'il commande a été contrainte de faire face à la marche des Prussiens de Champlitte sur Gray. Le 19 janvier 1871, 600 Prussiens sont entrés à Gray. La légion s'est retirée de la ville à l'approche d'un renfort de 1 500 Prussiens.
En juillet 1871, le colonel commandant des francs-tireurs bourguignons Bombonnel est nommé chevalier de la Légion d'honneur par Adolphe Thiers.

### Retour en Algérie et mort
En novembre 1878, Bombonnel revient en Algérie pour reprendre ses chasses. Il tombe gravement malade d'une pleurésie aiguë en hiver 1881 après sa chasse de sa 33e panthère dans le Djurjura.
Il est mort à son domicile de Dijon le 3 juin 1890 à la rue de la Préfecture 35, de maladie,, veuf et sans postérité. Il a été inhumé au cimetière des Péjoces. la tombe de Charles est surplombée de sa statue grandeur nature, en costume de chasse inspiré d'Hubert de Liège, un coutelas au côté et tenant une lance, sur laquelle est écrite cette épitaphe « ô, saint Hubert, tu m'as protégé de mon vivant, veille encore sur moi pendant ma mort ».

## Écrits
Charles Bombonnel a écrit une autobiographie intitulée Bombonnel le tueur de panthères, ses chasses, écrites par lui-même. Ce livre a été réédité 18 fois jusqu'en 1924 et sa 1re édition date de 1860. Dans ce livre, il raconte en 13 chapitres sa vie de chasse en Algérie, et il se présente comme étant un spécialiste de la panthère.

## Controverse et héritage
Il a été critiqué par l'association de protection des animaux après avoir fourni des appâts vivants aux félins.
Il a fait don au muséum d'histoire naturelle de Dijon des panthères qu’il a tuées en Algérie et d'un caïman de la Louisiane. À Albert Grévy il a offert la peau de sa 32e panthère en 1879 et au gouverneur d'Algérie Louis Tirman la peau de celle qu'il a tuée en 1884.
En 1931, à la suite de travaux d'extension dans le quartier de l'avenue du Drapeau dans la ville de Dijon, une rue porte son nom, avec l'appellation spécifique de tueur de panthères, en hommage à sa contribution durant la guerre de 1870, où il dirigeait une compagnie de francs-tireurs qui prend part aux combats de la Loire et de l'Est,.

#### Sources primaires
- Charles Bombonnel, Bombonnel, le tueur de panthères, ses chasses, Paris, Hachette Livre, 1896, 6e éd., 224 p. (lire en ligne sur Gallica).
- Henri Germain, Les Vacances de Paul : voyage en Algérie, Paris, Hachette Livre, 1891, 1re éd., 196 p. (lire en ligne sur Gallica), p. 145-166
- Jacques Chassaing, Mes chasses au lion, Paris, Dentu, 1865, 1re éd., 313 p. (lire en ligne sur Gallica).

#### Sources secondaires
- Yves Cléon, Bombonnel, Aventurier Dijonnais Ou Sur La Piste Du Chasseur De Panthères, Besançon, Neo éditions, 1999, 313 p. (ISBN 2-9513106-5-X).
- Laurence Camous, Les Grands voyageurs bourguignons du XVIe siècle à nos jours, Dijon, Bibliothèque municipale, 1979, 67 p. (présentation en ligne).
- Marie De Tilly, Mémoires de la Société académique du département de l'Aube : Où l'on voit passer un petit monsieur, Sainte-Savine, Covam, 1996 (lire en ligne sur Gallica), p. 107-112.